# Campo de Ciudad Lineal
A Campo de Ciudad Lineal volt a Real Madrid második stadionja. Mindössze egy évig, 1923 és 1924 között volt használatban, ekkor épült fel a jóval nagyobb Estadio Chamartín.

## Külső hivatkozások
- Stadiontörténelem